# Rumah adat

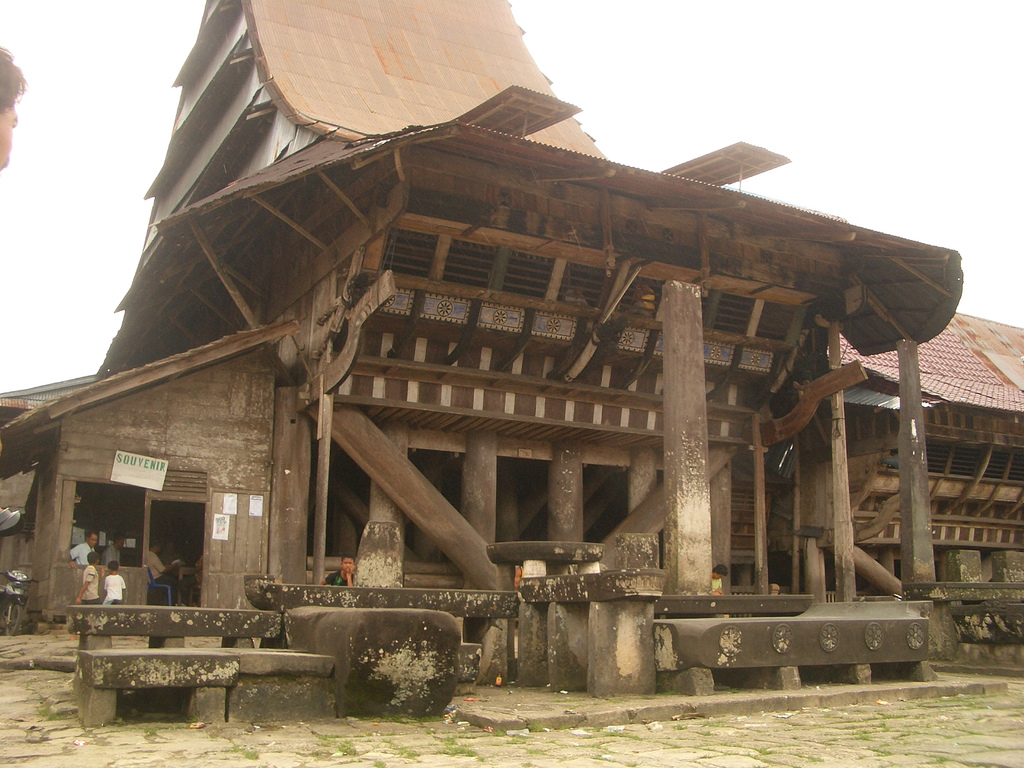
Maison traditionnelle à Nias; sa construction à colonnes, poutres et linteaux avec des joints flexibles sans clous et des murs non porteurs sont typiques de rumah adat

Les rumah adat sont des maisons traditionnelles indonésiennes. Elles sont construites dans l'un des styles d'architecture vernaculaire d'Indonésie, appartenant collectivement à l'architecture austronésienne. Les maisons traditionnelles et les implantations de plusieurs centaines d'ethnies d'Indonésie sont variées et ont chacune leur histoire.
Les groupes ethniques en Indonésie ont souvent une forme distinctive de rumah adat . Les maisons appartiennent au folklore, car elles représentent le centre d'intérêt principal de la famille et de sa communauté, et est le point de départ de nombreuses activités de ses résidents . Les villageois construisent leurs propres maisons, ou une communauté met ses ressources en commun pour une structure construite sous la direction d'un maître d'œuvre ou d'un charpentier.
Les mutations économiques, techniques et sociales sont causes du déclin de ce type de maison : pendant l'époque contemporaine, il est rare d'y habiter.

## Description
Beaucoup de peuples de l'archipel indonésien partagent une ascendance austronésienne commune (originaires de Taïwan, il y a environ 6 000 ans  ) ou Sundaland, zone engloutie en Asie du Sud-Est, et les maisons traditionnelles d'Indonésie partagent un certain nombre de caractéristiques. La construction en bois, les structures de toit variées et élaborées en sont des exemples. Les premières structures communales austronésiennes étaient longhouses sur pilotis, et dotées de toits en pente raide et lourds gâbles, comme on le voit dans les maisons des groupes ethniques Batak, Toraja ainsi que Tongkonan. Des variations se retrouvent chez le peuple Dayak de Bornéo, ainsi que chez le peuple Mentawai .

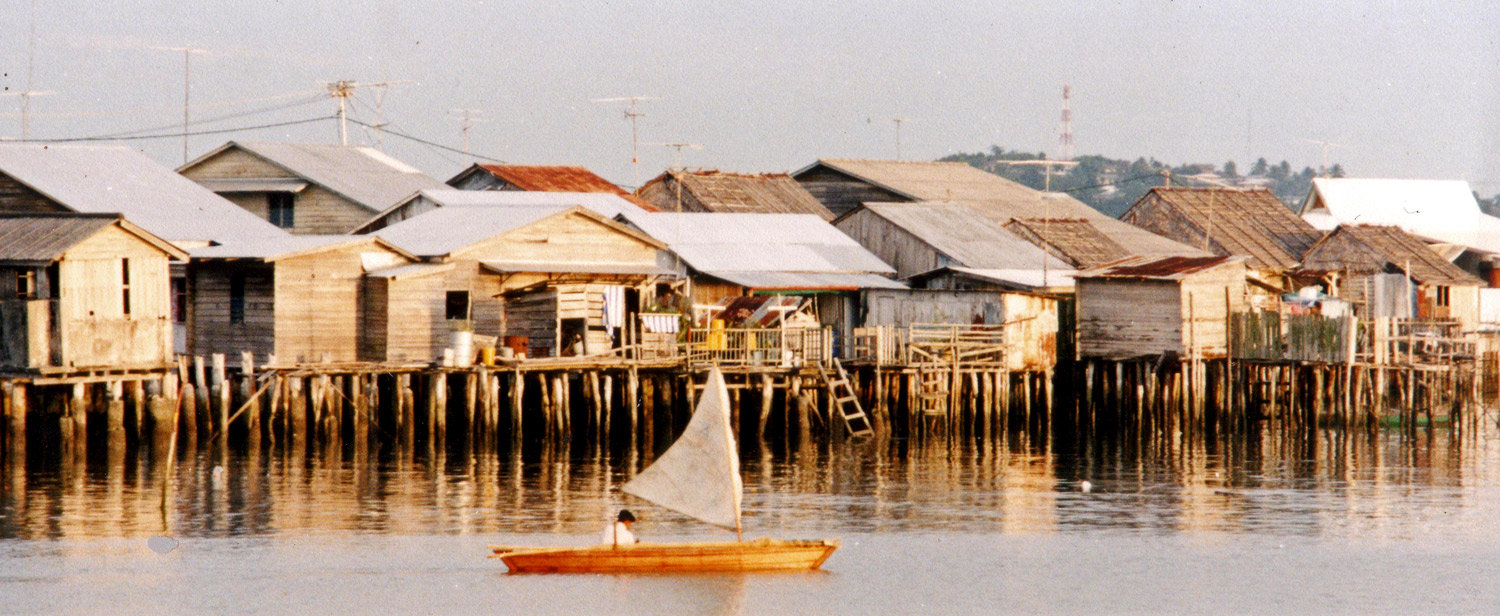
Un village de pêcheurs de maisons sur pilotis dans l'archipel de Riau

Un système structurel de colonnes, de poutres et de linteaux qui supportent la charge directement au sol avec des murs en bois ou en bambou qui ne sont pas porteurs constituent la norme. Traditionnellement, plutôt que des clous, on utilise des tenons et des chevilles en bois. Des matériaux naturels (bois, bambou, chaume et fibres) composent le rumah adat . Le bois dur s'emploie pour des pieux. Une combinaison de bois tendre et dur est utilisée pour les murs supérieurs non porteurs de la maison, et sont souvent faits de bois plus léger ou de chaume. Des feuilles de noix de coco et de palmier à sucre, de l'herbe d'alang alang et de la paille de riz font partie des matériaux du chaume.
Le climat de mousson chaud et humide de l'Indonésie conduisit à construire de telles maisons. Celui-ci étant courant dans toute l'Asie du Sud-Est et le Pacifique du Sud-Ouest, la plupart des rumah adat sont construits sur pilotis, à l'exception de Java, Bali et d'autres maisons de l'est de l'Indonésie . Les avantages de la construction sur pilotis peuvent être énumérés : elle permet aux brises de modérer les températures tropicales chaudes ; elle élève l'habitation au-dessus du ruissellement des eaux pluviales et de la boue; elle permet de construire des maisons au bord des rivières et des zones humides ; elle protège les personnes, les biens et les aliments de l'humidité ; elle élève les locaux d'habitation au-dessus des moustiques porteurs du paludisme ; et réduit le risque de pourriture sèche et de termites . Le toit fortement incliné permet aux fortes pluies tropicales de se retirer rapidement, et les grands avant-toits surplomb empêchent l'eau de pénétrer dans la maison et fournissent de l'ombre en cas de chaleur . Dans les régions côtières basses et chaudes, les maisons peuvent être dotées de nombreuses fenêtres offrant une bonne ventilation transversale. Dans les régions intérieures montagneuses plus fraîches, à l'inverse, les maisons ont souvent un vaste toit et peu de fenêtres .

## Exemples
- Il existe plusieurs variations régionales. L'architecture batak (de la province de Sumatra du Nord) comprend les maisons jabu en forme de bateau du peuple Toba Batak, qui comptent des gâbles sculptés et un toit de grande taille, et est inspirée d' un modèle ancien. Les Minangkabau de Sumatra occidental construisent les rumah gadang, qui se distingue par ses multiples pignons dont les extrémités de crête sont ascendantes. Parmi les maisons des peuples Nias se trouvent les maisons des chefs omo sebua construites sur des piliers en bois de fer massif avec des toits imposants. Les choix de constructions rendent de telles maisons résistantes aux tremblements de terre ainsi qu'aux attaques lors d'anciennes guerres tribales. Chez les Rumah Melayu, les maisons traditionnelles malaises sont construites sur pilotis : on les trouve à Sumatra, à Bornéo et sur  la péninsule malaise. La région de Riau se caractérise par des villages construits sur pilotis au-dessus des cours d'eau. Les imah sundanais prennent souvent la forme de base d'un toit à pignon appelé toit de style kampung, fait de matériaux de chaume ( fibres noires d' ijuk ou feuilles de hatup) avec un mur de bambou tressé et une structure construite sur de courtes échasses. Le toit à pignon en surplomb plus élaboré s'appelle Julang Ngapak .Contrairement à la plupart des maisons vernaculaires d'Asie du Sud-Est,les omah javanais ne sont pas construits sur pilotis et subissent des influences européennes. Les Bubungan Tinggi, dotées de toits à forte pente, sont les grandes demeures de la royauté et des aristocrates banjarais du sud du Kalimantan. Les maisons balinaises traditionnelles sont un ensemble de structures individuelles largement ouvertes (y compris des structures séparées pour la cuisine, les chambres, la salle de bain et le sanctuaire) dans un jardin à hauts murs. Les Sasak, habitants de Lombok, construisent des lumbung, granges de riz. Les Dayaks vivent traditionnellement dans des maisons longues communes construites sur pilotis. Les maisons peuvent dépasser 300 m de long, formant dans certains cas un village entier. Les Toraja des hauts plateaux de Sulawesi sont réputés pour leurs tongkonan, maisons construites sur pilotis et éclipsées par des toits massifs en bâtière à pente. Les Rumah adat sur Sumba ont des toits de chaume distinctifs « haut de forme » et sont enveloppés de vérandas abritées. Les Papous Dani habitent traditionnellement plusieurs huttes circulaires appelées honay avec des toits en dôme de chaume.

Rumah Adat
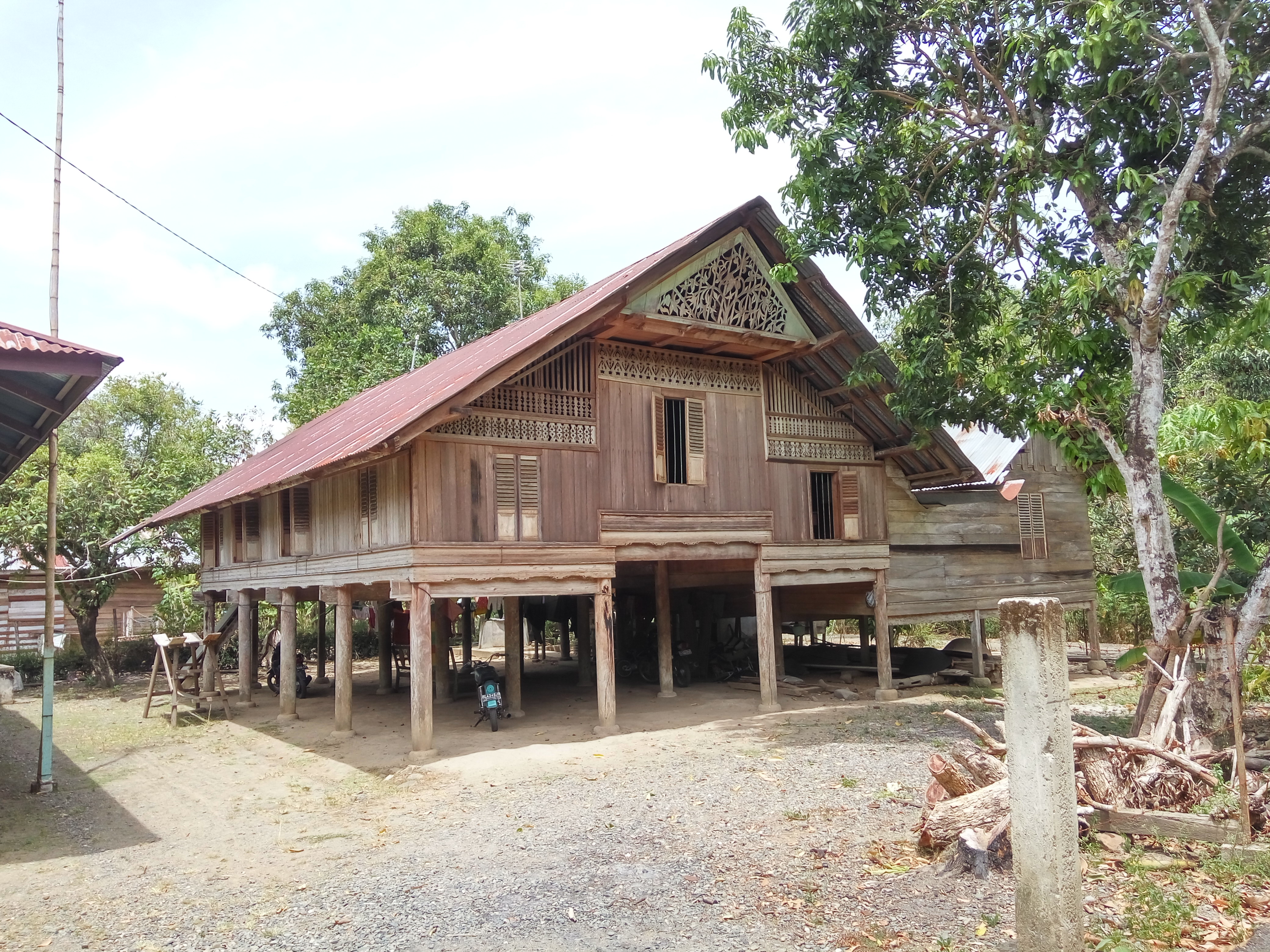
Rumoh Aceh, Aceh
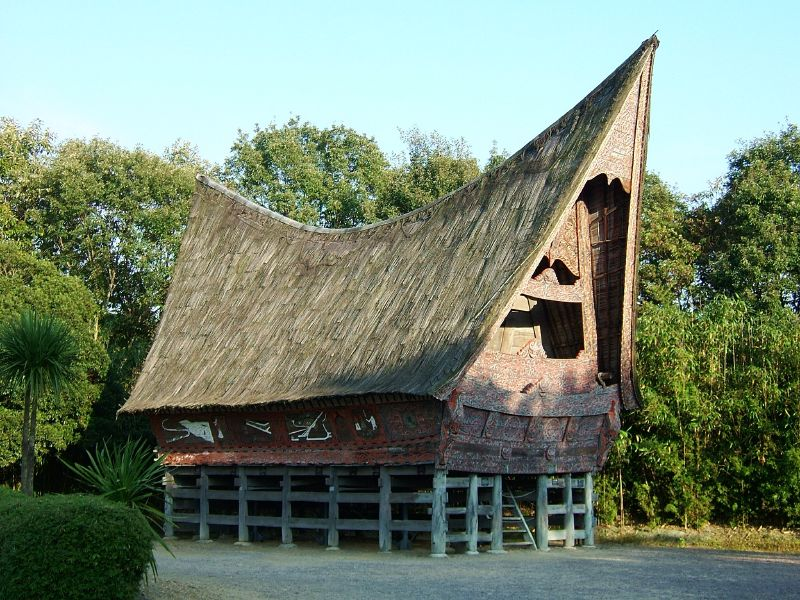
Une maison traditionnelle de Batak Toba, au nord de Sumatra
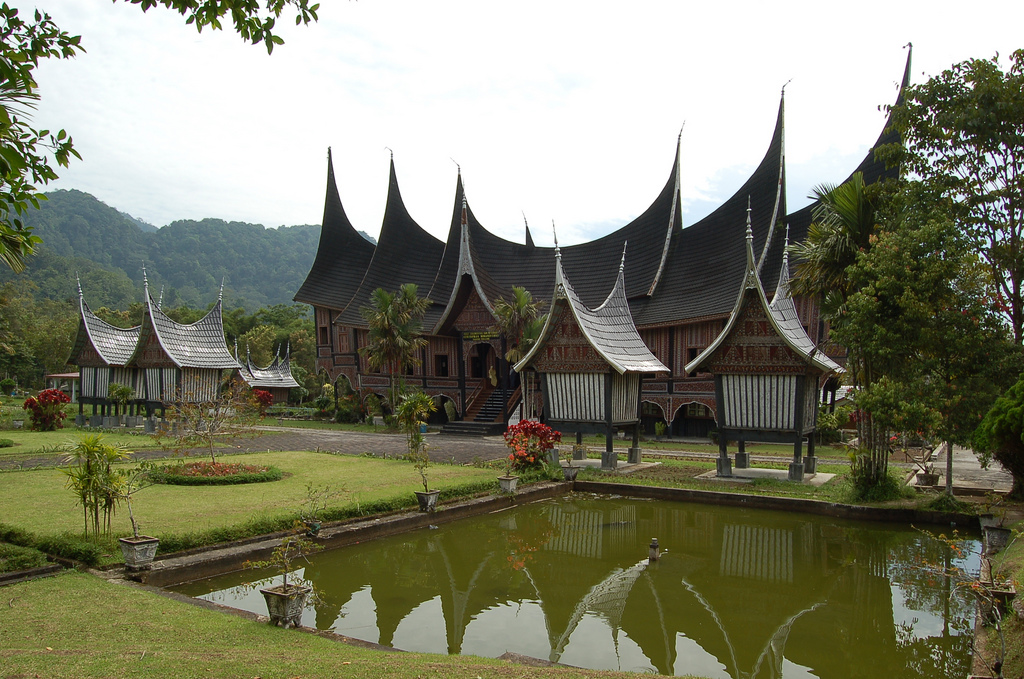
Rumah Gadang, Sumatra occidental
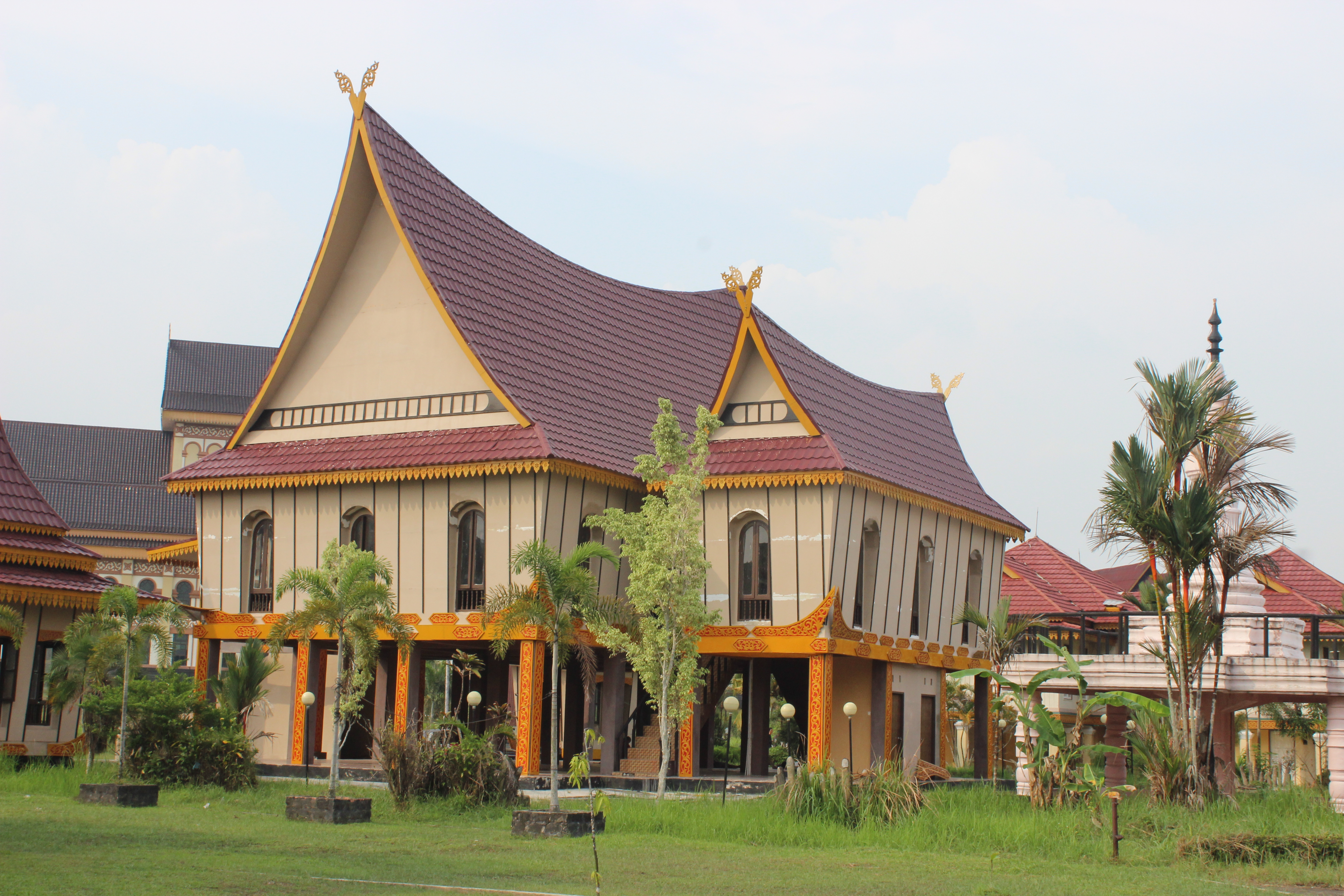
Maison malaise de Bangkinang, Riau
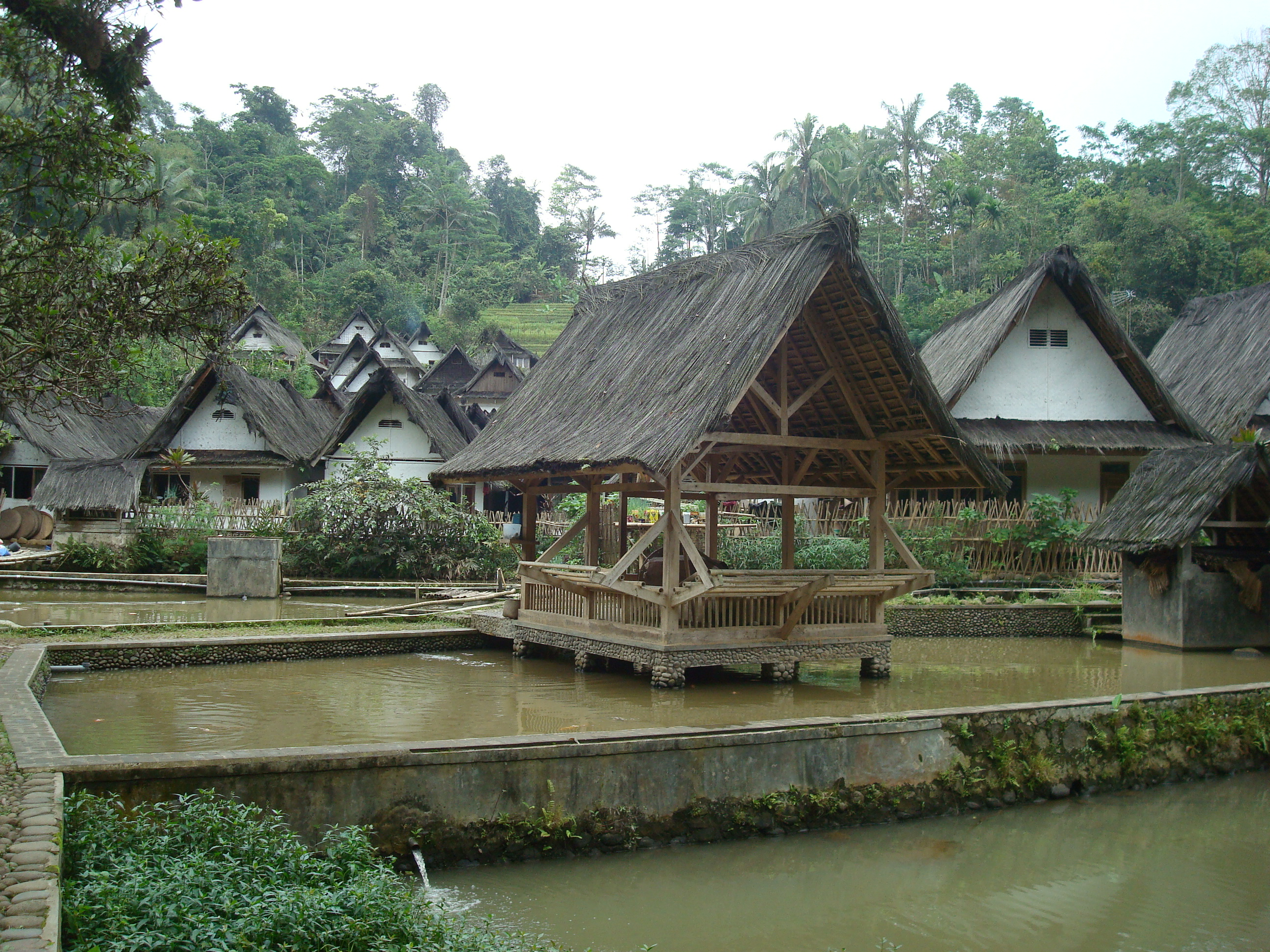
Maison sundanais Kampung, Java occidental
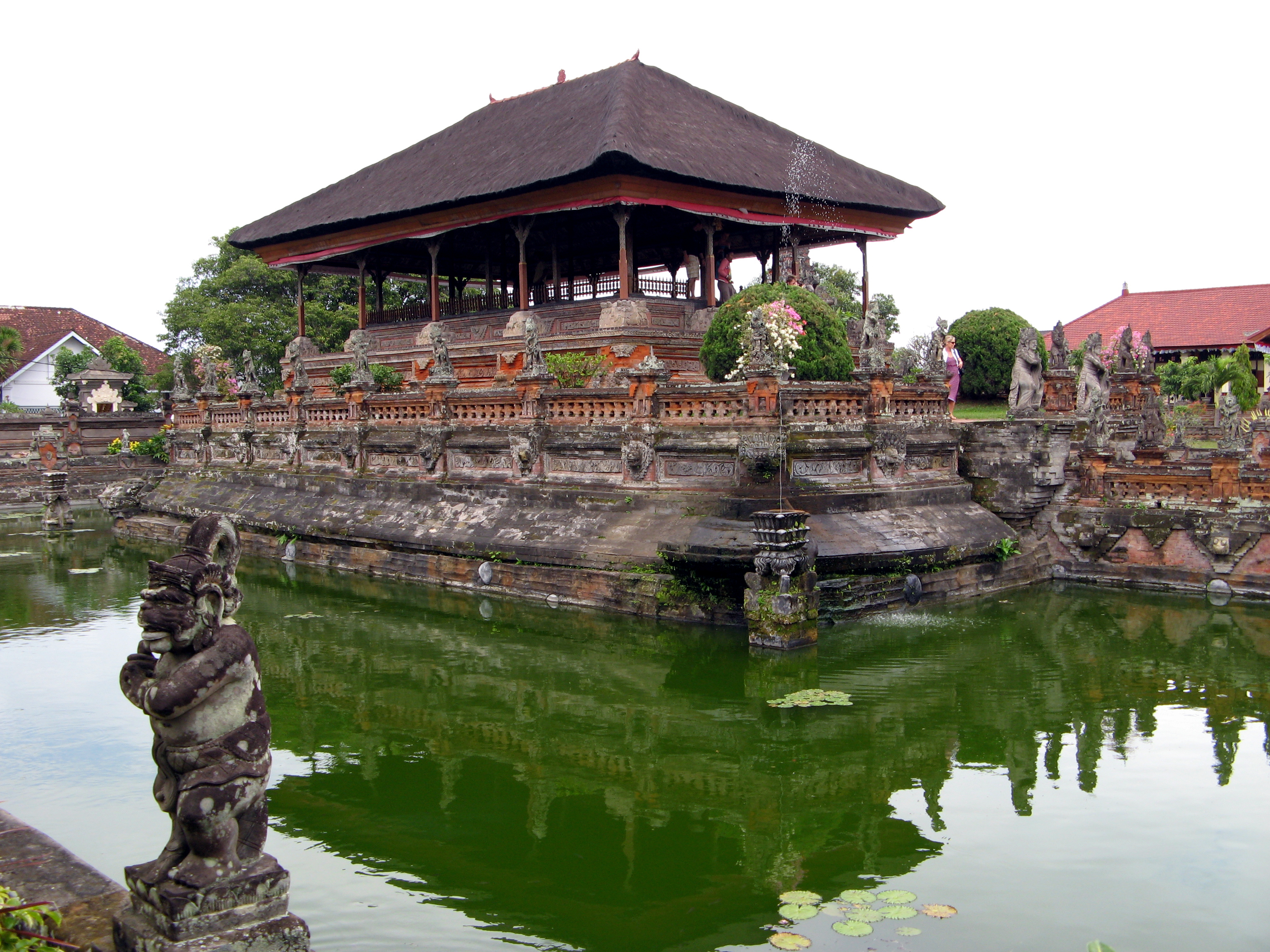
Pavillon balinais, Bali
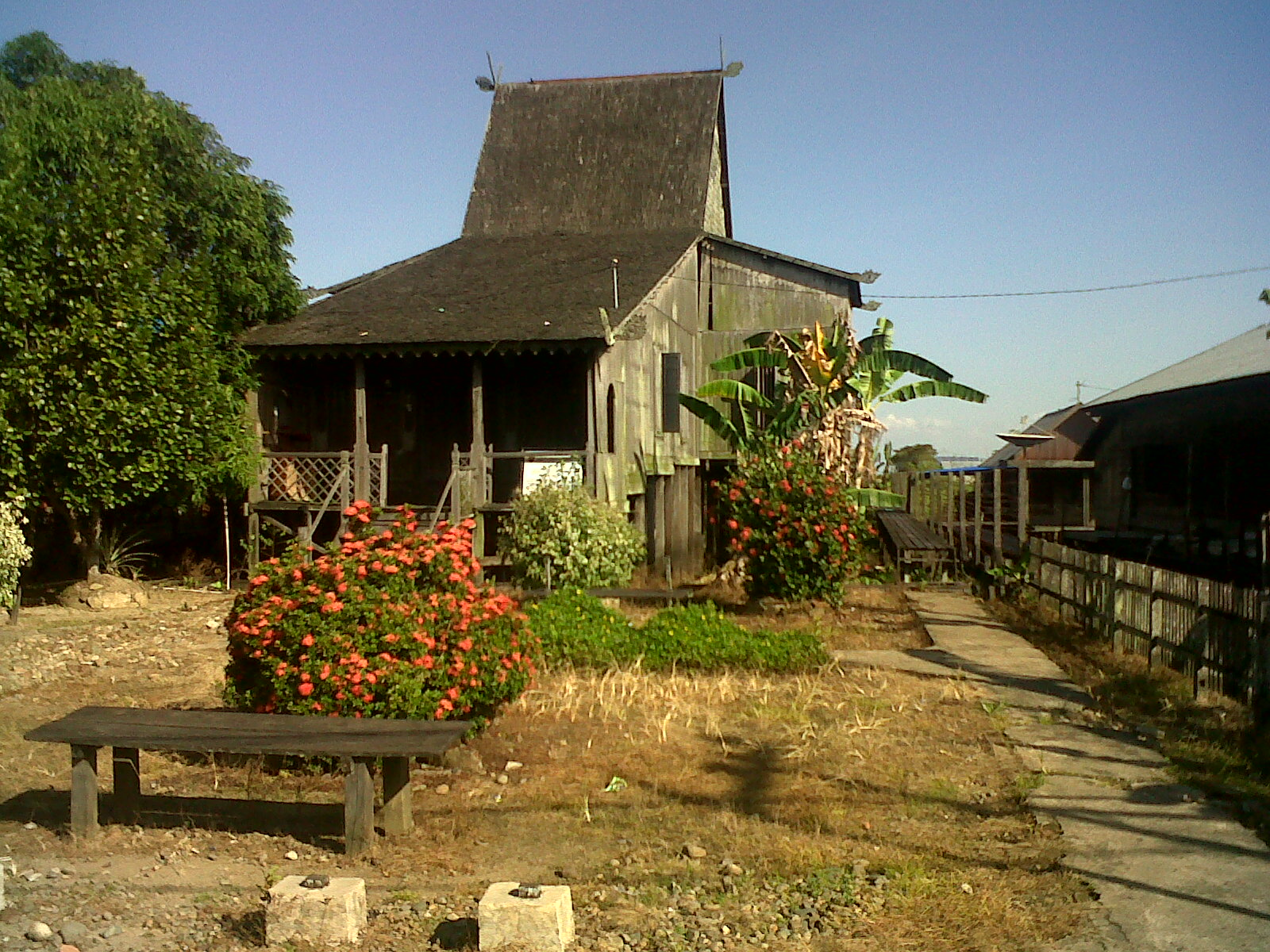
Rumah Bubungan Tinggi, Kalimantan du Sud
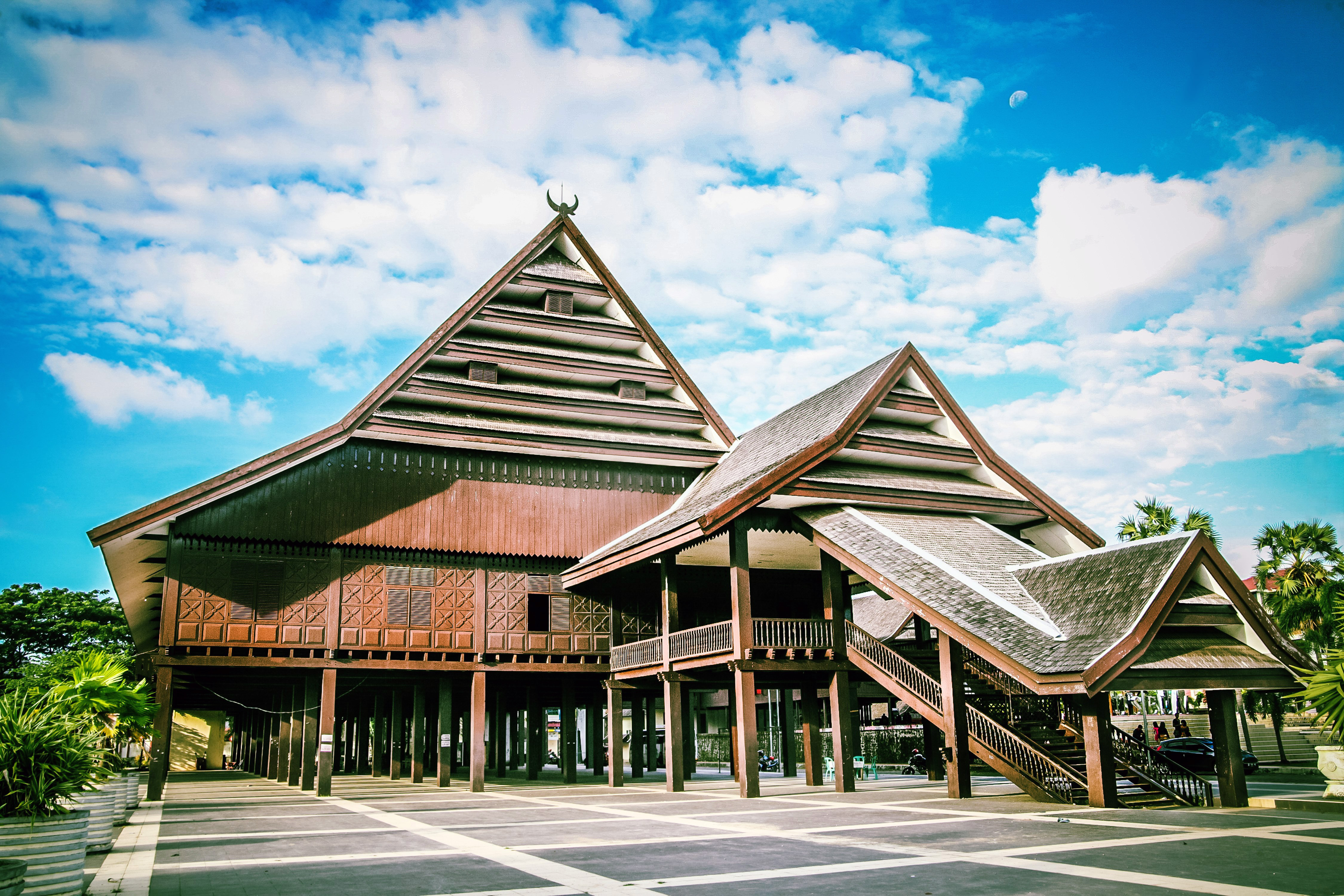
Maison Bugis, Sulawesi du Sud
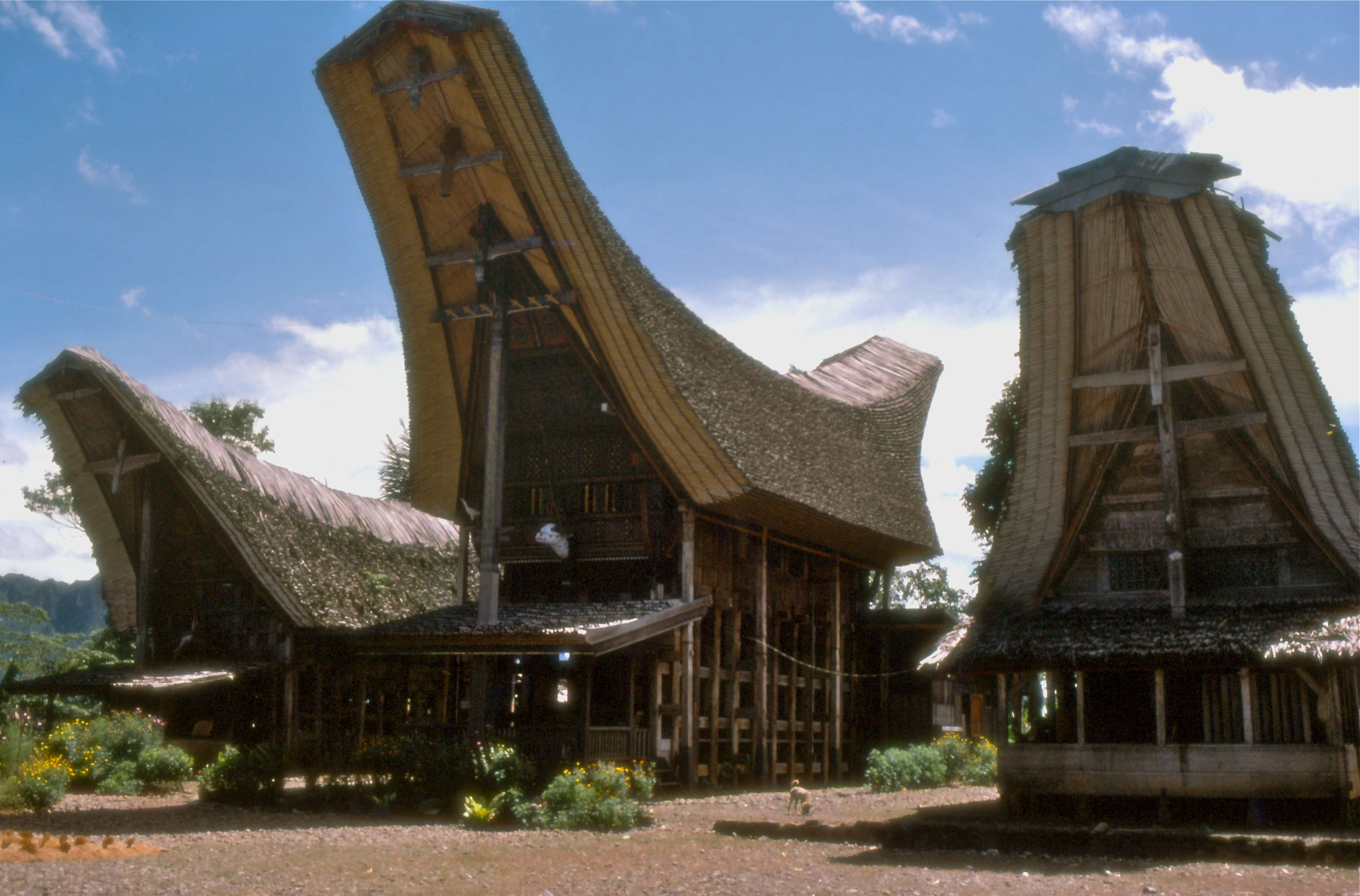
Maisons dans un village Torajan, Sulawesi du Sud
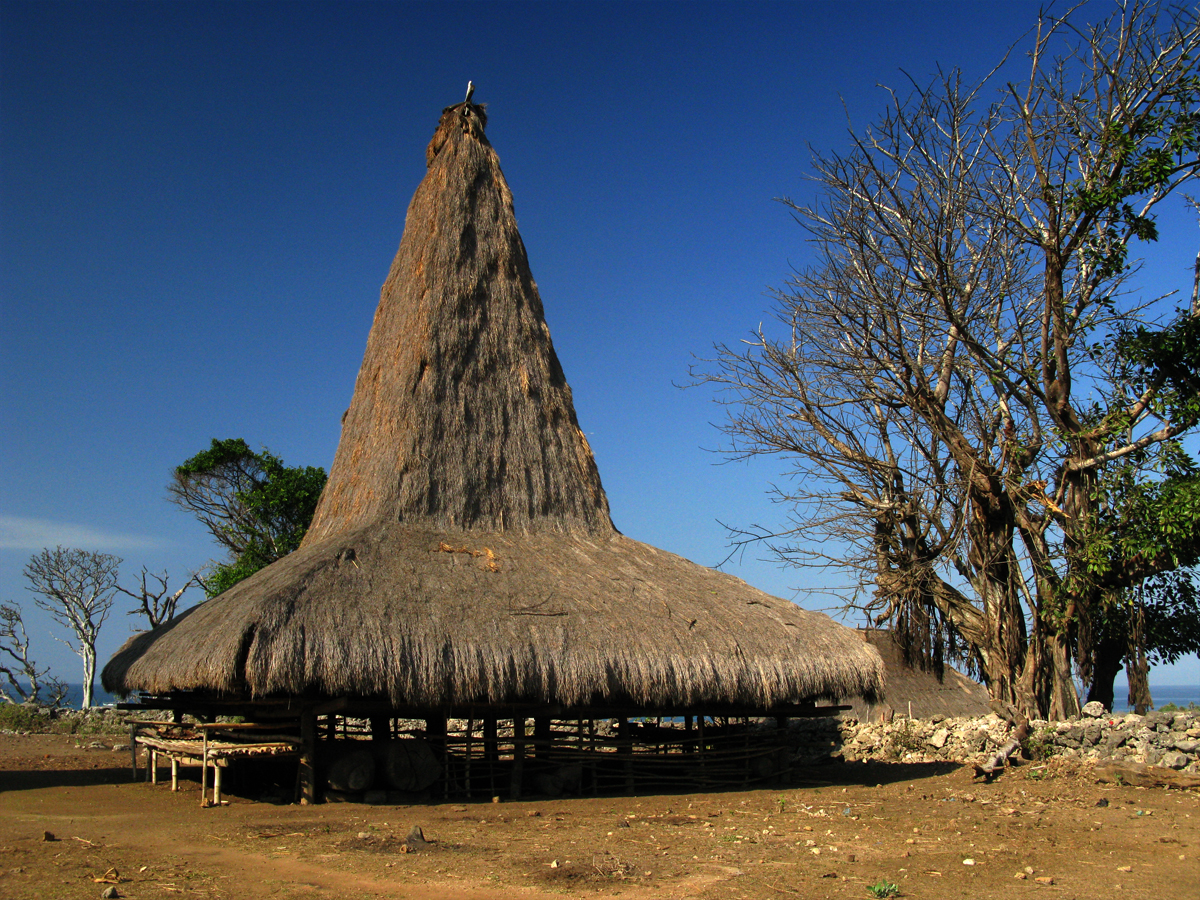
Maison Sumba, Nusa Tenggara Est
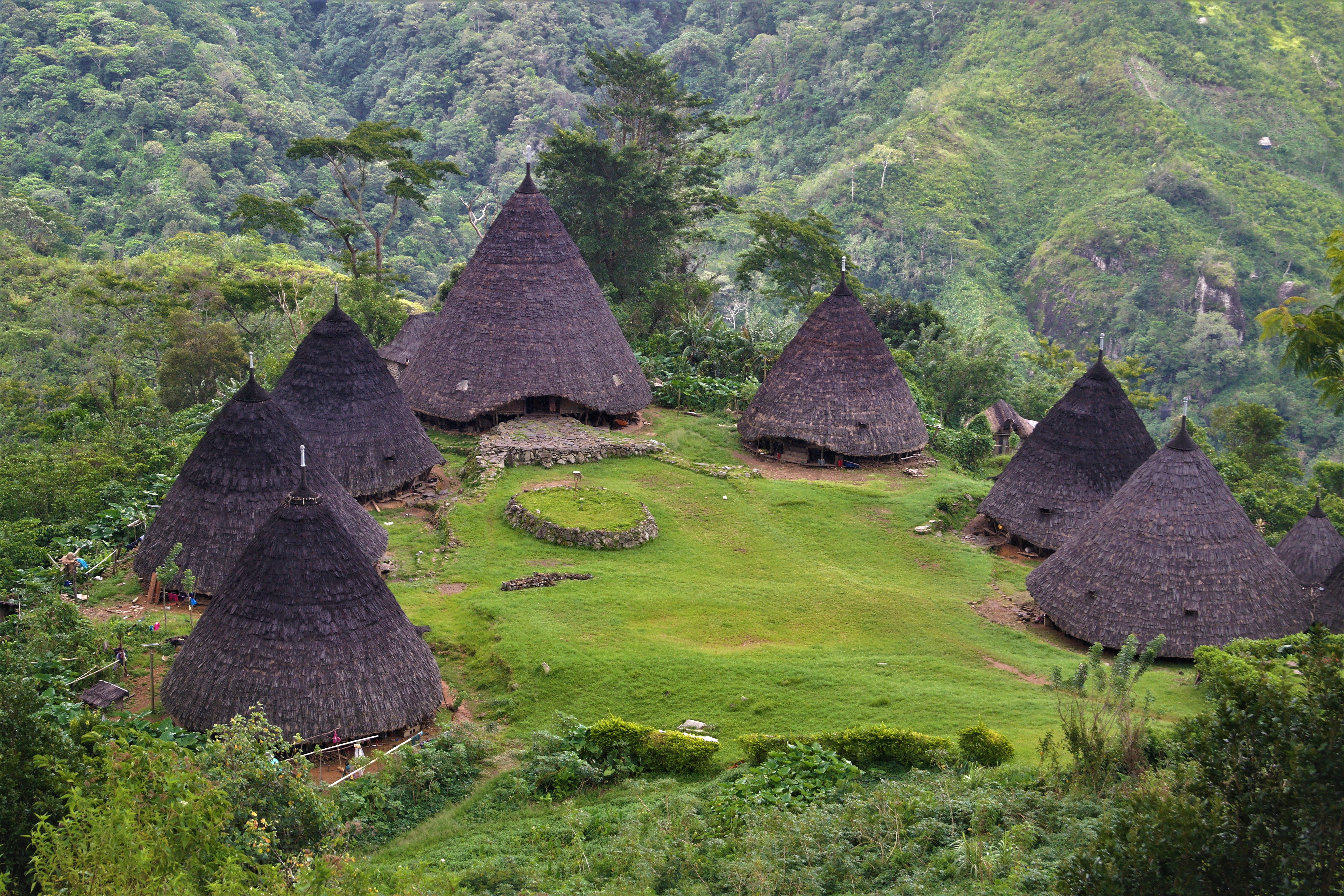
Maison Mbaru Niang, Nusa Tenggara Est

## Déclin
Le nombre de rumah adat diminue dans l'ensemble de l'Indonésie. Cette tendance date de la période coloniale, les Hollandais considérant souvent l'architecture traditionnelle comme insalubre, les grands toits pouvant abriter des rats . Les maisons multifamiliales étaient considérées avec méfiance par les autorités religieuses, tout comme les aspects du rumah adat liés à la croyance traditionnelle . Dans certaines parties des Indes, les autorités coloniales opèrent des programmes de démolition au profit de maisons occidentales, comptant des toits en briques et en tôle ondulée, dotées de sanitaires et d'une meilleure ventilation. L'artisanat traditionnel s'occidentalise Depuis l'indépendance, le gouvernement indonésien promeut la « rumah sehat sederhana » (« maison simple et saine ») plutôt que la « rumah adat ».
L'exposition à l'économie de marché rend la construction de rumah adat à forte intensité de main-d'œuvre, comme la maison Batak, très chère (auparavant, les villages travaillaient ensemble pour construire de nouvelles maisons) à construire et à entretenir. De plus, la déforestation et la croissance démographique firent que les feuillus devinrent une denrée trop chère .
Dans les zones fréquentées par de nombreux touristes, comme le Tanah Toraja, les rumah adat constituent des attractions touristiques, elles sont inhabitées. Leur conception, qui compte des éléments exagérés (faits pour être montrés) rend ces rumah adat moins confortables que les conceptions originales. Alors que dans la plupart des régions, les rumah adat sont abandonnés, dans quelques régions éloignées, ils sont toujours d'actualité, et dans d'autres, des bâtiments du style rumah adat sont conservés à des fins cérémonielles, en tant que musées ou bâtiments officiels.

## Adaptation au contexte contemporain

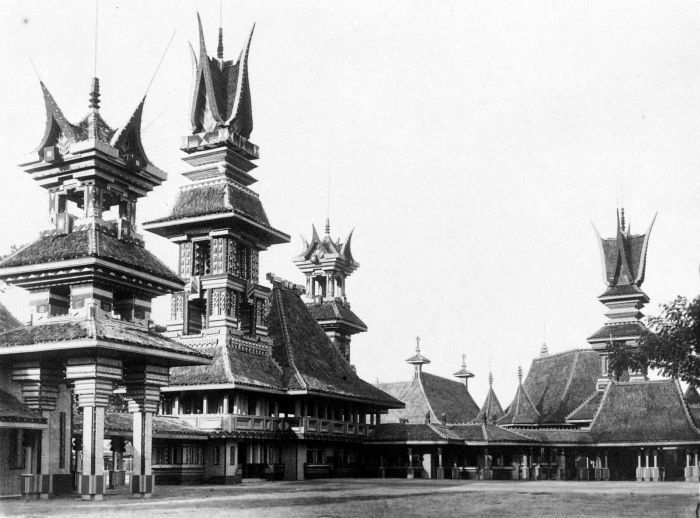
Les portes et les pavillons de la foire annuelle de Gambir dessinent des influences et combinent des éléments du rumah adat, tels que ces pavillons qui combinent le style Karo, Minang et javanais.

Pendant la période coloniale des Indes orientales néerlandaises autour de la première moitié du vingtième siècle, le style et les éléments typiques du rumah adat indonésien vernaculaire inspirent. Par exemple, le Pasar Gambir annuel, foire tenue entre 1906 et 1942 à Batavia, est connu pour avoir des portes, des scènes, des tours et des pavillons construits dans le style rumah adat tirés de tout l'archipel. Chaque année, ces pavillons rumah adat sont créés, et deviennent des attractions .

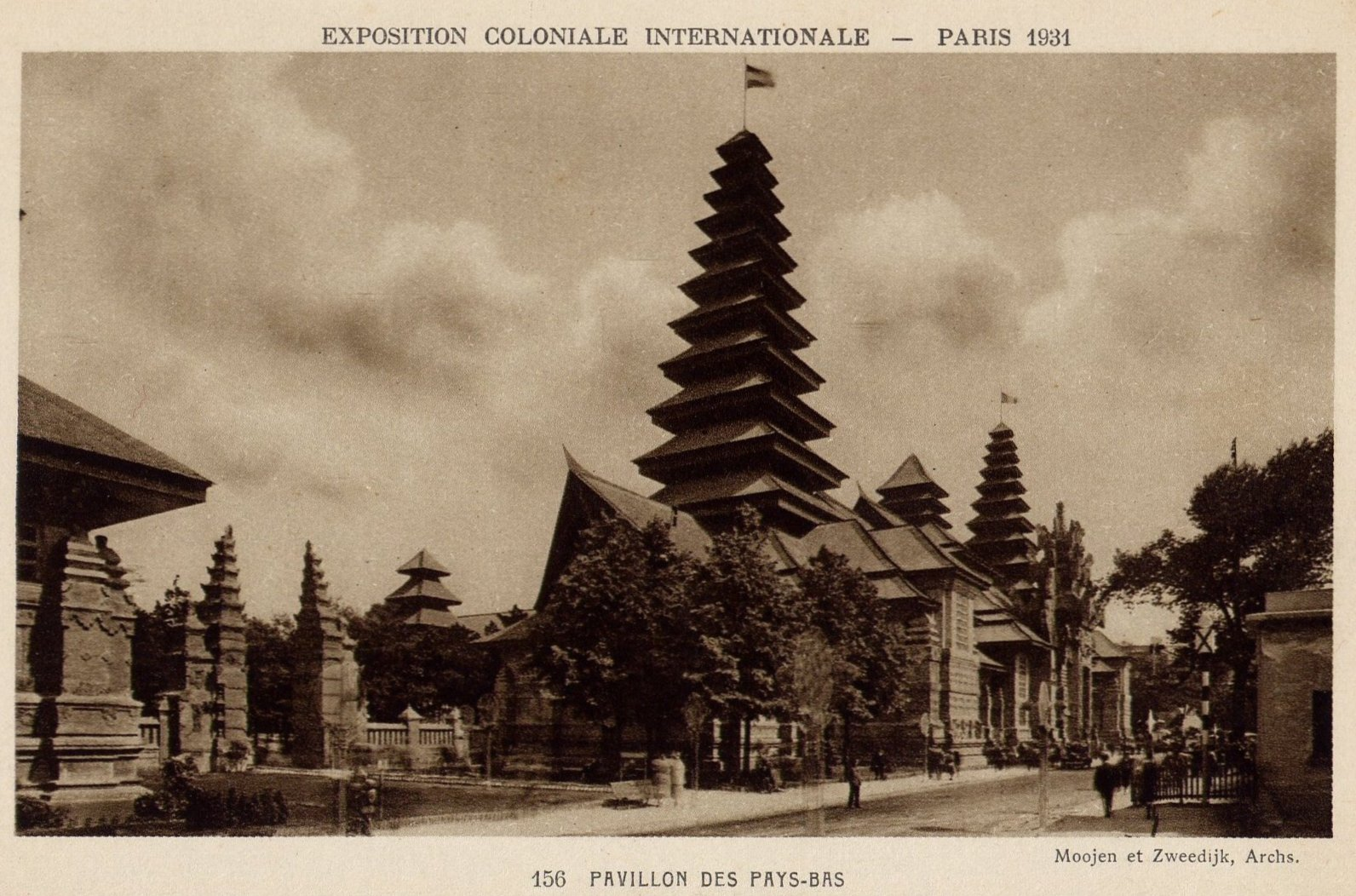
Le pavillon colonial néerlandais à l'exposition coloniale de Paris en 1931 présentant une synthèse de divers rumah adat des Indes néerlandaises.

C'est lors de cette période que l'intérêt culturel de cette architecture est mis en avant. Ainsi, en 1931, lors de l'Exposition coloniale de Paris, les Pays-Bas présentent une synthèse culturelle de leur colonie. Le pavillon colonial néerlandais se situait sur un terrain d'exposition de trois hectares et se construisit selon des éléments culturels du Nusantara (archipel indonésien), une combinaison de l'architecture vernaculaire indonésienne. Ses murs sont constitués de 750 000 morceaux de bois de fer de Kalimantan (Bornéo indonésien). Comme pièce maîtresse, la partie avant est décorée de tours jumelles balinaises Meru de cinquante mètres de haut. Le toit du pavillon fut réalisé dans le style tumpang ou tajug, une signature de la mosquée javanaise, complété par une porte en bois sculpté de kori agung typique du portail imposant du temple balinais pura, combiné avec un toit voûté de l' atap bagonjong de Minangkabau typique de rumah gadang. Cette fusion de l'architecture vernaculaire indonésienne présentait un pavillon semblable à un palais . Cependant, le 28 juin 1931, un incendie détruit le pavillon néerlandais, ainsi que tous les objets culturels exposés à l'intérieur.

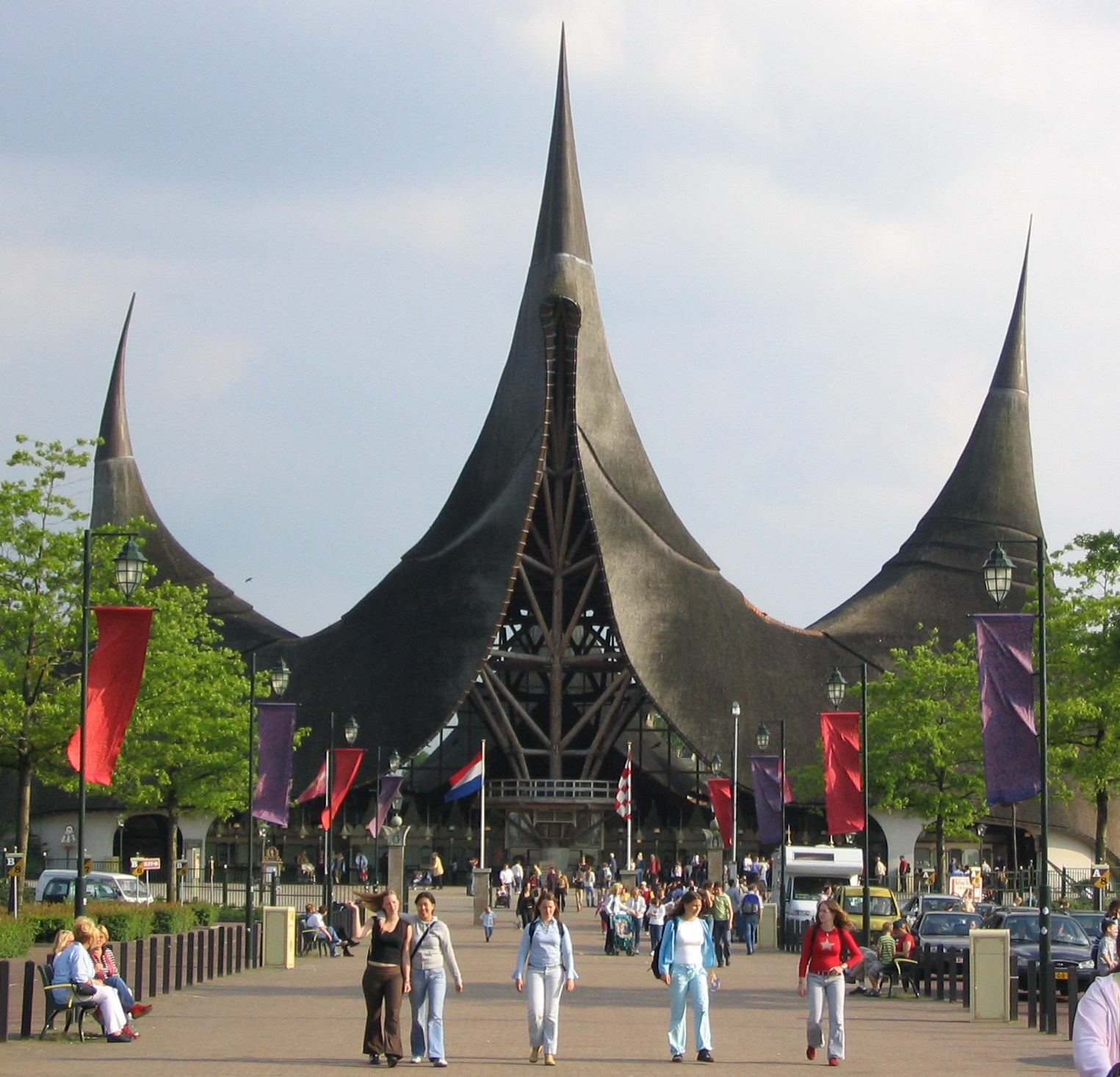
La Maison de Cinq Sens, parc à thème Efteling, Pays-Bas. Elle constitue un exemple de bâtiment moderne construit à l'aide de techniques occidentales, fondé sur un design rumah gadang

Certains architectes occidentaux s'inspirent de cette architecture traditionnelle. Ainsi, la Maison des cinq sens à Efteling est bâtiment inspiré du Minangkabau rumah gadang. À l'époque coloniale, certains Européens construisent des maisons selon des conceptions hybrides occidentales-adat, comme Bendegom, qui a construit une maison « de transition » occidentale- Batak Karo .
Les rumah adat deviennent des éléments de l'identité régionale des provinces, ou kabupaten. Ainsi, la construction de bâtiments gouvernementaux et publics est encouragée à inclure ou à présenter ces éléments architecturaux indigènes. Pourtant, cadres en béton et murs en briques sont construits. Le plus souvent, le résultat est l'implantation d'un toit traditionnel au sommet de bâtiments modernes. Cette tendance peut être observée à Sumatra occidental et à Tana Toraja, où le toit typique Minang bagonjong (à cornes) et le toit Toraja tongkonan sont implantés dans presque tous les bâtiments publics : aéroports, hôtels, restaurants et bureaux gouvernementaux.

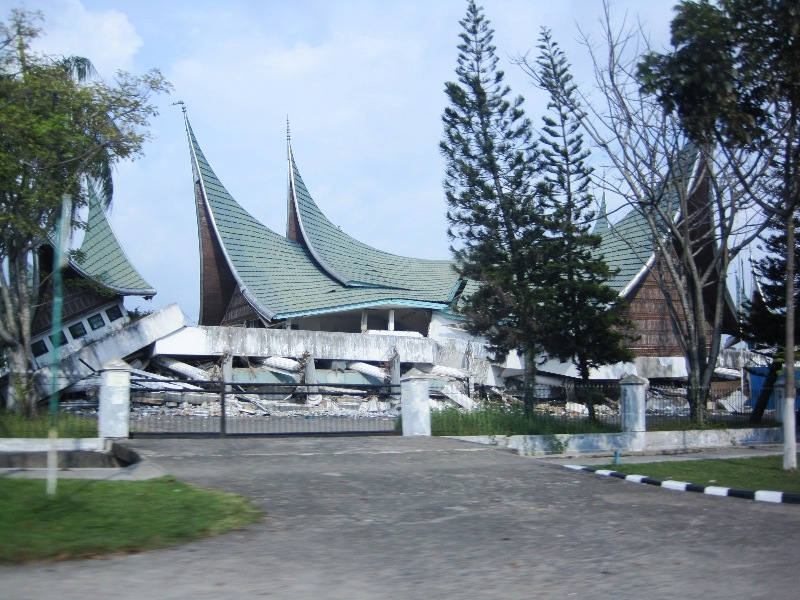
Rumah adat en béton effondré avec toit bagonjong causé par le tremblement de terre de Padang en 2009

Bien qu'elles soient plus vulnérables au feu, les maisons en bois traditionnelles résistent mieux aux séismes que les maisons en briques. La construction de rumah adat modernes à ossature de béton et murs de briques sape la caractéristique même de la maison traditionnelle en bois, qui est sa flexibilité pour absorber les ondes de choc générées par un tremblement de terre. Ces bâtiments en béton de style rumah adat ne peuvent souvent pas résister au tremblement de terre et se sont effondrés, comme ces bâtiments se sont effondrés lors du tremblement de terre de Padang en 2009. Dans certaines régions, un concept de rumah adat « semi-moderne » fut adopté, comme chez certains Ngada, avec des éléments traditionnels placés à l'intérieur d'une coque en béton.